# Єрмоленко Анатолій Миколайович
Єрмоленко Анатолій Миколайович (нар. 5 грудня 1952; Київ — український науковець, філософ, доктор філософських наук (1991), професор (1996), член-кореспондент Національної академії наук України (2018). Заслужений діяч науки і техніки України.
З 5 червня 2018 року директор Інституту філософії імені Григорія Сковороди НАН України.

## Життєпис
Народився 5 грудня 1952 року у Києві.
Закінчив філософський факультет Київського державного університету ім. Т. Г. Шевченка (1978).
Навчався в аспірантурі Інституту філософії АН УРСР (1978–1981).
З 2002 року завідувач відділу соціології і філософії.
За сумісництвом, з 1993 – викладач, від 2000 року – професор кафедри філософії та релігієзнавства Національного університету «Києво-Могилянська академія».
Запрошений дослідник: Вільний Університет Берліна (2004; 2009); Інститут філософських досліджень Ганновера  (2007); запрошений професор Європейського гуманітарного університету (Вільнюс, 2007, 2008).
За сумісництвом, працював у 1993–1998 році  професором кафедри філософії філософського факультету Київського національного університету, професором Науково-консультаційного центру Національної академії аграрних наук України.
5 червня 2018 року обраний Директором Інституту філософії НАН України.

## Наукові напрямки
Вивчає проблематику соціальної та практичної філософії. На основі концепту комунікативної раціоналізації життєвого світу, здійснив дослідження українського етносу, шляхи модернізації, ціннісно-нормативної переорієнтації українського суспільства На засадах дискурсивної етики обстоює пріоритет універсальних етичних норм над партикулярними цінностями локальних життєвих форм.

## Науково-редакційна діяльність
Керівник проекту серії видань перекладів праць сучасних німецьких філософів «Vernunft und Gesellschaft», зокрема переклади праць К.-О.Апеля, Д.Бьолера, Ю.Габермаса, В.Гьосле, Г.Йонаса, Г.Ленка, К.-М. Маєр-Абіха та ін. Дослідження в царині соціальної філософії, соціальної етики, німецької практичної філософії та теоретичної соціології

## Міжнародна співпраця
Член міжнародного комітету Інтернаціонального філософського центру К.-О. Апеля (Козенса, Італія); член міжнародного Центру Ганса Йонаса (Берлін).

## Наукові праці
- «Неоконсервативная революция»: Лозунги и реальность. К., 1990;
- Этика ответственности и социальное бытие человека: Современ. нем. практ. философия. К., 1994;
- Комунікативна практична філософія: Підруч. К., 1999;
- Етика і політика. К., 2001 (співавт.); Етос і мораль у сучасному світі. К., 2004 (співавт.);
- Philosofia transcendalpragmatica – Transcendalpragmatische Philosophie – Script in onore Karl-Otto Apel per il suo 85º compleanno. Cosensa, 2007 (співавт.);
- Постсоветская публичность: Беларусь, Украина: Сб. науч. тр. Вильнюс, 2008 (співавт.).

## Нагороди
- Орден «За заслуги» ІІІ ступеня
- Номінант дослідницької Премії  імені Александра  фон Гумбольдта від Вільного університету Берліна, (2006)
- Лауреат дослідницької Премії Американської Ради наукових товариств (ACLS), (2005)
- Лауреат Премії імені Д.І.Чижевського НАН України, (2015).

## Почесні звання
- Заслужений діяч науки і техніки України

#### в Google-Академія
- Науковий профіль в Google-Академія зі статтями науковця [Архівовано 14 березня 2018 у Wayback Machine.]